# Presunzione di conoscenza della legge
La presunzione di conoscenza della legge è un principio di diritto, sintetizzato nel brocardo Ignorantia legis non excusat, secondo il quale nessuno può addurre a propria scusa l'ignoranza o l'errore che ricade su una norma che si assume sia stata da lui violata; il fatto che tale ignoranza sia effettiva o solo accampata a propria discolpa non ha alcun rilievo. Si tratta, infatti di una presunzione assoluta, nessuno è pertanto ammesso a fornire la prova della mancata conoscenza della legge.
Nell'ordinamento italiano è testualmente disposto dall'art. 5 del Codice penale, il cui rigore è peraltro stato mitigato nel 1988 da una sentenza della Corte costituzionale, nel senso di giustificare l'ignoranza della norma penale in quei casi (meno rari di quanto si vorrebbe), in cui abbia il carattere dell'inevitabilità, determinata da eccessiva complessità e/o contraddittorietà della normativa.

## Nell'ordinamento italiano
Nel Codice penale italiano il principio è codificato all'articolo 5, integrato da una storica sentenza additiva della Corte Costituzionale (sentenza cost. n. 364/1988) che ne ha dichiarato l'illegittimità costituzionale nella parte in cui non era prevista la scusabilità della cosiddetta "ignoranza inevitabile". «Il nuovo testo dell'art. 5 c.p., derivante dalla parziale incostituzionalità dello stesso», ha dunque sancito la Corte Costituzionale nella citata pronuncia, «risulta così formulato: “L'ignoranza della legge penale non scusa tranne che si tratti d'ignoranza inevitabile”».
Va detto, poi, che una in nota pronuncia della Corte di cassazione in materia di errore, la sentenza n. 5361/1984, è stato individuato un principio per il quale "l'errore nell'interpretazione della legge possa essere considerato, eccezionalmente, scusabile solo se riconducibile ad una oggettiva oscurità (attestata, eventualmente, da persistenti contrasti interpretativi) della norma violata". La combinazione dei principi di queste sentenze apre la strada ad una riconsiderazione dell'assolutezza della presunzione di conoscenza in presenza di elementi oggettivamente influenti sulla pienezza e sulla correttezza della comprensione della legge; ciò anche in considerazione della proliferazione di normazioni tecnico-specialistiche, la cui corretta interpretazione (elemento della conoscenza piena) è per ragioni fattuali riservata ad alcuni soggetti, ma non certo alla generalità dei cittadini. Le esigue aperture sono per ora solo limitate ad una rigorosamente selezionata categoria di ragioni di eccezionalità.
La tendenza dottrinale, cui sembra perciò fornire qualche segnale di labile accostamento anche la giurisprudenza specifica, parrebbe volgere con decisione alla limitazione del criterio imperativistico, che intende l'obbligo come assoluto, adagiandosi sul più equitativo concetto dell'obbligo di ordinaria diligenza nell'acquisizione di dati di conoscenza relativi alle attività che si intendono esercitare.